# ایزوکوئینولین
ایزوکوئینولین (به انگلیسی: Isoquinoline) با فرمول شیمیایی C9H7N یک ترکیب شیمیایی با شناسه پاب‌کم 8405 است. که جرم مولی آن 129.16 گرم بر مول می‌باشد. شکل ظاهری این ترکیب، مایع روغنی زرد است.